# Colangia jamaicaensis
Colangia jamaicaensis är en korallart som beskrevs av Stephen D. Cairns 2000. Colangia jamaicaensis ingår i släktet Colangia och familjen Caryophylliidae. Inga underarter finns listade i Catalogue of Life.